# ハイ!授業中
『ハイ!授業中』（はいじゅぎょうちゅう）は、1977年2月25日に発売された松本ちえこの6枚目のシングル。

## 概要
- 3枚目のシングル「恋人試験」がヒットしたのをきっかけに続いている、女子高校生の恋と学園生活を歌った楽曲だが、結果としてオリコンチャート最高27位、売り上げ枚数は約7万枚[1]と、前作「ぼく」以上のヒットにはならなかった。

## 収録曲
- 全曲作曲：小泉まさみ

1. ハイ!授業中
作詞：伊藤アキラ／編曲：馬飼野康二
2. 猫とあいつ
作詞：小泉まさみ／編曲：馬飼野俊一

## 歌唱時パターン
- テレビ出演時や営業先でバックにジャニーズのキングコングという男性4人組タレントがバックダンサー＆コーラスを務めるパターンがあった。またレコーディングコーラスにも参加している。